# Starship Integrated Flight Test 5

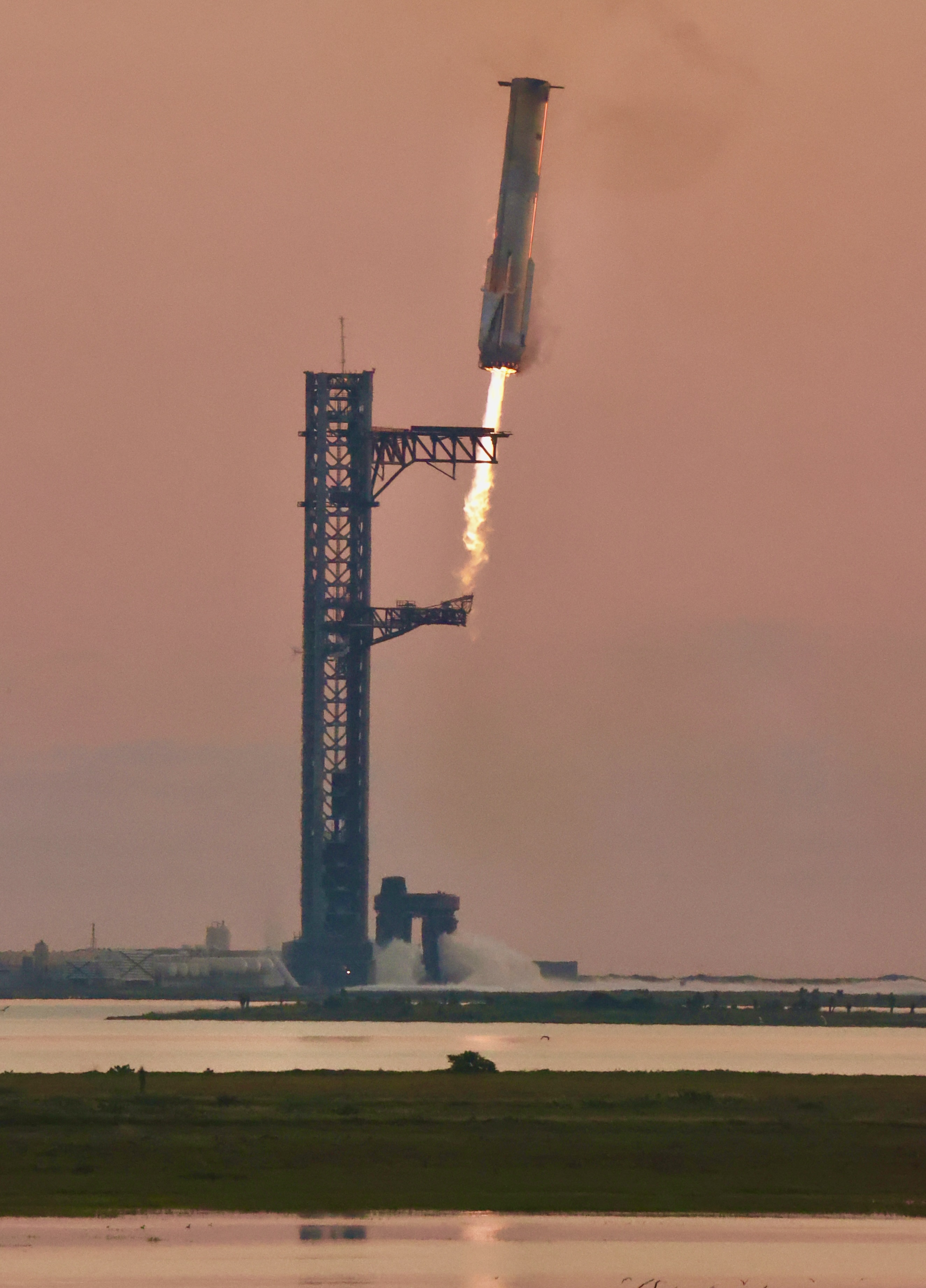
Nosič B12 krátce před zachycením startovní a přistávací věží.

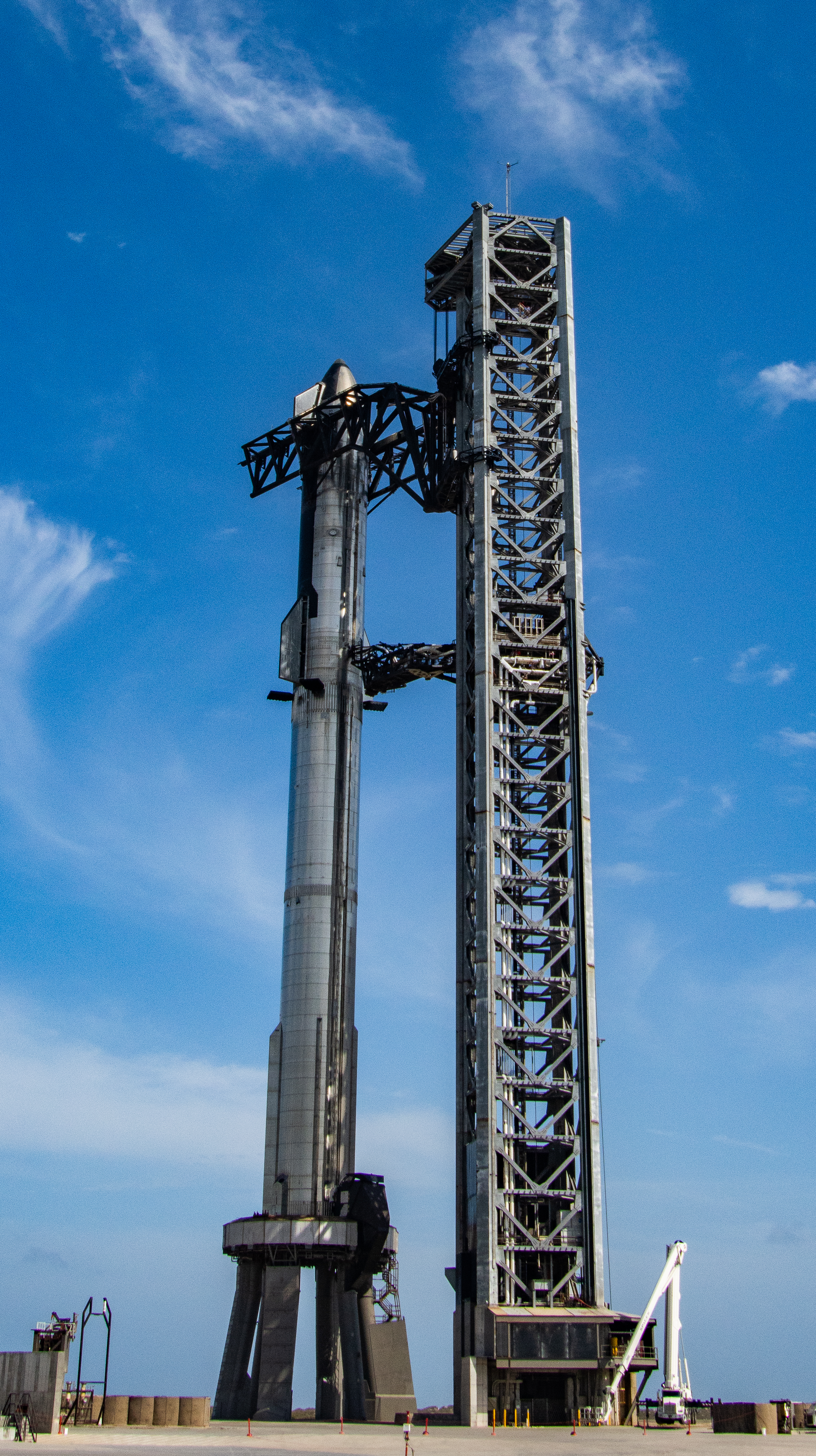
Sestava boosteru B7 a lodi S24 na rampě OLM před startem první testovací mise (IFT-1), v horní části servisní věže sestavu stabilizují pohyblivé paže systému Mechazilla.

Starship Integrated Flight Test 5 (IFT-5) byl pátý let kosmické lodi Starship na nosné raketě Super Heavy. Obě součásti sestavy vyvinula a postavila společnost SpaceX podnikatele Elona Muska. Let o délce necelých 66 minut se uskutečnil 13. října 2024 a SpaceX při něm hned napoprvé uspěla při pokusu o zachycení použitého prvního stupně u startovní věže.

## Nosná raketa Super Heavy a kosmická loď Starship
Spodní část startovní sestavy tvořila nosná raketa, resp. první, urychlovací stupeň Super Heavy. Horní částí pak byla samotná kosmická loď Starship určená pro lety na oběžné dráze a návraty na Zemi. Obě součásti byly vyvinuty jako plně znovupoužitelné a určené pro vynášení satelitů a dalších kosmických těles, zásob včetně paliva, i pro vesmírnou turistiku, cesty k Měsíci a meziplanetární lety.
Nosič Super Heavy (booster) dosahoval délky 71 metrů a jeho průměr – v celé výšce stejný – 9 metrů. Hmotnost boosteru bez paliva se pohybovala mezi 160 a 200 tunami, z toho asi 80 tun připadlo na nádrže. Shora ho uzavíral dva metry vysoký prstenec s průduchy pro odvádění spaliny z motorů lodi Starship během jejich spuštění, tedy ještě před oddělením kosmické lodi od Boosteru. Prstenec byl při 4. a každém dalším letu po odpojení lodi Starship odhozen, čímž se snížila hmotnost boosteru před přistáním. Pohon zajišťovalo celkem 33 motorů Raptor, které měly při plném výkonu souhrnný tah asi 76 MN, což ze sestavy činilo nejsilnější raketu v historii dobývání vesmíru. Nádrže urychlovacího stupně pojmuly celkem 3 400 tun pohonných hmot, z toho zhruba tři čtvrtiny kapalného kyslíku a zbytek podchlazeného kapalného metanu. Těsně pod horním okrajem boosteru byla umístěna čtyři roštová kormidla pro řízení stupně při přistání, podobně jako se to SpaceX osvědčilo již u jejího dříve vyvinutého nosiče Falcon 9.
Kosmická loď Starship byla 50 metrů vysoká a po většinu délky udržovala průměr 9 metrů, tedy shodný s urychlovacím stupněm – až v horní čtvrtině se průměr postupně zmenšoval a vytvářel zaoblenou kuželovitou špičku. Pro řízení během sestupu k Zemi měla loď celkem 4 pohyblivá aerodynamická křidélka, dvě v horní a dvě v dolní části. Polovinu lodi po celé její délce a jednu stranu křidélek pokrývaly dlaždice tepelného štítu pro ochranu lodi při vstupu do atmosféry. Šest motorů Raptor – tři optimalizované pro provoz ze vesmírném vakuu, tři pro provoz v atmosféře – mělo k dispozici celkem 1200 tun pohonných látek. SpaceX udávalo kapacitu nákladu 100 až 150 tun.

## Příprava a průběh letu
SpaceX pro let připravila kosmickou loď Starship s výrobním označením Ship 30 (S30) a první stupeň Super Heavy s označením Booster 12 (B12). Let naváže na 4 předchozí pokusy obdobné sestavy uskutečněné v dubnu 2023 (Starship IFT), listopadu 2023 (Starship IFT 2), březnu 2024 (Starship IFT 3) a červnu 2024 (Starship IFT 4). SpaceX se z prvotních neúspěchů vždy obratem poučila a při dalších startech díky úpravám nosiče i kosmické lodi dosahovala lepších a lepších výsledků, až letem IFT-4 docílila úspěšného startu sestavy, oddělení kosmické lodi od boosteru, přistání boosteru na mořské hladině v Mexickém zálivu, průletu kosmické lodi atmosférou a jejího přistání na hladině Indického oceánu.
Zakladatel SpaceX Elon Musk krátce po skončení letu IFT-4 oznámil záměr vyzkoušet při dalším letu zachycení boosteru hydraulickými rameny na startovní věži OLT (Orbital Launch Tower), která při předstartovní přípravě slouží k vyzvedávání boosteru na startovní rampu OLM (Orbital Launch Mount) a kosmické lodi na booster. Později vyšlo najevo, že taková změna programu letu vyžaduje úpravu licence Federálního úřadu pro letectví (FAA).
Booster 12 (B12) je téměř identickým dvojčetem s předchozím nosičem B11 použitým při misi IFT-4. Přesto obsahuje dílčí změny, které vyplynuly z analýzy balíku dat získaných z  letu B11. Přepracovány byly 4 terminály sítě Starlink na vršcích podélných stabilizačních ližin ve spodní části boosteru, drobných změn doznal i systém ukončení letu FTS (Flight Termination System).
Hlavní změnou na kosmické lodi Starship 30, provedenou v reakci na prohoření ochranné tepelné vrstvy na jednom z křidélek lodi S29 při předchozím letu v červnu 2024, bylo nahrazení dosud používaných dlaždic tepelného štítu lodi Starship novými, asi dvakrát silnějšími. SpaceX také pod dlaždice umístila druhotnou ablativní strukturu (ochrannou vrstvu), aby ani v případě prasknutí nebo uvolnění dlaždice nedošlo v místě ztráty k poškození kosmické lodi. Na lodi byly provedeny i další konstrukční změny, především nový ventilační otvor na nádrži kapalného metanu a další ventilační otvor s novou konstrukcí na nádrži kapalného kyslíku; dále byla dvě pole malých rádiových antén přepracována a přemístěna do blízkosti nákladového prostoru namísto nosníku lodi, přičemž jedno pole bylo ukryto pod tepelným štítem lodi.

### Výroba, testování a předletová příprava
Montáž jednotlivých součástí Boosteru 12 začala v červnu 2023, sestavený nosič byl na konci prosince 2023 převezen na nové testovací místo Massey Outpost ke dvěma kryogenním testům (zkouškám těsnosti systému po naplnění nádrží a potrubí silně podchlazeným pohonnými hmotami), které podstoupil 10. ledna 2024 a o dva dny později. Poté rozpracovaný B12 zamířil na několik dní do „raketové zahrady” (Rocket Garden), skladovacího prostoru pro rozpracované a hotové stroje, a 24. ledna 2024 byl přesunut do hangáru Mega Bay 1 kvůli instalaci motorů a mezistupně pro připojení kosmické lodi Starship. Ke startovací věži OLT a rampě OLM se booster vydal 9. července 2024 a během následující noci byl vyzvednut na OLM. Tam postupně absolvoval 11. července 2024 třetí kryogenní test, 12. července první testovací spuštění motorů (Spin Prime Test) a 15. července osmivteřinový statický zážeh všech 33 motorů. O den později SpaceX vrátila B12 do montážní haly Mega Bay 1 k finálním pracím.
Sestavování kosmické lodi Starship 30 bylo zahájeno 21. července 2023, i když první díly byly spatřeny už v září 2022. Po dokončení montáže byla loď 30. prosince 2023 převezena na Massey's k zahájení testovací kampaně.  Ta začala 3. a 6. ledna 2024 dvěma úspěšnými kryogenními testy obou nádrží. Poté se S30 11. ledna vrátila do montážní haly High Bay k dalším pracím a odsud se 4. dubna přesunula do hangáru Mega Bay 2 k instalaci motorů a 1. května na pracovní rampu ve startovací oblasti k testům motorů. Zde 7. května 2024 technici přerušili přípravu asi 15 minut před statickým zážehem všech 6 motorů, ale o den později ho úspěšně provedli. Po dalších montážích v obou hangárech včetně kompletní výměny dlaždic tepelného štítu (odstraňování původních dlaždic začalo 11. června 2024.) a výměny jednoho z motorů Rvac se S30 vrátila na Massey's a 26. července prošla znovu úspěšným statickým zážehem. Přesun do haly Mega Bay 2, výměnu dalšího motoru Rvac a návrat na testovací místo pak loď absolvovala ještě jednou se závěrečným testem spuštění motoru (Spin Prime Test) 7. srpna 2024.
Nadstandardní péči SpaceX věnovala také startovací věži OLT, která bude mít při pátém letu – a podle plánů SpaceX i při mnoha dalších – důležité úkoly nejen na začátku, ale i na konci letu nosiče Super Heavy. Proto se v červnu 2024 s pomocí zkráceného modelu boosteru uskutečnilo několik testů a kalibrací hydraulických ramen (přezdívaných „chopsticks”, neboli jídelní hůlky), které budou vlastní zachycení při přistání nosiče provádět. Různé přípravné práce na zachycení pokračovaly až do druhé poloviny září a 20. září byl k rampě definitivně dopraven Booster 12. Pomocí chopsticks bel ještý v týž den vynesen na samý vršek věže OLT, do pozice, v níž by měl být v budoucnu zachycen.
Ke složení sestavy na startovací rampě došlo 21. září 2024, částečné naplnění všech nádrží podstoupila o dva dny později. Starship 30 pak technici sejmuli 30. září, ale už 5. října ji vysadili zpět na vršek boosteru 12 a 7. října znovu provedli částečné natankování nádrží. Po něm zamířila S30 ještě jednou dolů kvůli instalaci náloží systému řízeného ukončení letu. Zpět byla definitivně vyzdvižena 11. října.

### Termín startu
První úvaha z úst Elona Muska krátce po předchozím úspěšné misi IFT-4 naznačila, že by se pátý let mohl uskutečnit "asi za měsíc", tedy v první polovině července 2024. Tak krátkého časového intervalu mezi dvěma lety sestavy Super Heavy/Starship se ještě nikdy nepodařilo uskutečnit, protože před konáním dalšího letu muselo proběhnout vyšetření mimořádné události, doporučení nápravných opatření a jejich schvální Federálním úřadem pro letectví (FAA) před vydáním licence pro další let. Tentokrát je ale zkrácení možné, protože při letu IFT-4 k žádné mimořádné události nedošlo, a licence FAA je navíc vydána nejen pro čtvrtý, ale také pro další lety stejné sestavy se shodným profilem mise a za podmínky předběžného ohlášení letu. Navíc FAA na návrh SpaceX akceptovala tři typy mimořádných situací, které by nevyžadovaly formální vyšetřování, pokud by při nich nevznikla žádná zranění nebo úmrtí, poškození cizího majetku nebo dopad součástí techniky mimo stanovené rizikové oblasti. Takovými typy situací jsou selhání tepelného štítu během vysokoteplotní etapy vstupu do atmosféry, neschopnost systému ovládacích klapek zajistit řízení pozice a orientace kosmické lodi vstupující do atmosféry, nebo selhání motorů Raptor při přistávacím zážehu.
FAA 12. června 2024 potvrdil, že nepožaduje, aby SpaceX provedla vyšetřování týkající se 4. letového testu. Podle úřadu všechny činnosti související s letem rakety SuperHeavy i lodi Starship proběhly podle očekávaného a schváleného plánu.
Elon Musk 15. června 2024 v komentáři k animaci zachycení boosteru u věže OLT na síti X oznámil, že cílem je pokusit se o zachycení koncem července. A 6. července 2024 oznámil, že se let uskuteční za 4 týdny. Společnost SpaceX 8. srpna oznámila, že Starship i Super Heavy jsou připraveny k letu a čeká se na schválení regulačními orgány. Počátkem září však vydala stanovisko, z něhož vyplynulo, že obdržela od FAA předběžnou informaci o předpokládaném vydání licence k letu koncem listopadu 2024. Problematika dlouhých lhůt se v té době projednávala také v americkém Kongresu. FAA na dotazy novinářů uvedl, že změna profilu letu vyžaduje nové posouzení bezpečnosti a jeho environmentálních aspektů, přičemž SpaceX předala Úřadu detailní podklady až v polovině srpna 2024.
Počátkem října se však – vedle zahájených přípravných prací k letu na základně Star Base – začaly objevovat náznaky možného dřívějšího startu. Nejprve Pobřežní stráž USA (US Coast Guard) ve svém týdenním oznámení 2. října vyhlásila rizikové zóny v blízkosti Star Base na 12. října 2024 od 07:00 do 08:10 místního času CST (12:00 až 13:10 UTC) a záložní termíny v podobných časech po dalších sedm dní do 19. října. O šest dní později vydal okresní soudce uzávěru státní silnice č. 4 procházející areálem základny kvůli letovému testu na 13. října od 00:00 do 14:00 CST a záložní termíny ve stejných časech v dalších dvou dnech. A ve stejný den SpaceX zveřejnila podrobnější stanovisko, podle nějž skutečně počítá se startem 13. října 2024, pokud do té doby získá patřičně změněnou licenci. Některá média připomněla, že může jít pouze o nátlak na FAA, aby aktualizovanou licenci vydal dříve než v oznámeném pozdním listopadovém termínu. Stejný FAA, na jehož rozhodnutí o licenci se čekalo, ale 9. října zveřejnil informaci o uzavření letového prostoru kolem startovací rampy a ve směru letu na 13. října od 11:45 do 13:07 UTC a na o 90 minut delší časy ve dvou následujících dnech.
FAA všechny spekulace utnul 12. října, méně než 24 hodin před naplánovaným termínem startu. Nejdříve vydal revizi ekologického posouzení původně provedeného v roce 2022 a o hodinu později také úpravu licence, která umožnila provedení 5. letu.

### Plánovaný průběh letu
Elon Musk v rozhovoru krátce po uskutečnění čtvrtého testovacího letu poprvé připustil, že záměrem SpaceX je pokusit se o přistání boosteru v blízkosti startovní věže OLT, kde bude zachycen dvěma hydraulickými rameny věže, která jinak při přípravě ke startu slouží k vyzvedávání boosteru na OLM a kosmické lodi na vršek boosteru. Současně však zmínil variantu v podobě přistání do vod Mexického zálivu nedaleko rampy. SpaceX i Musk od té doby tento plán letu opakovaně zmínili, podrobnější informaci však k němu vydali až 8. října současně s oznámením termínu možného startu 13. října 2024.
Letová trajektorie bude podobná jako v předchozích dvou případech (IFT-3 a IFT-4). Sestava boosteru a kosmické lodi Starship odstartuje z rampy OLM (Orbital Launch Mount) na kosmodromu Starbase v Boca Chica na jihu amerického státu Texas, Starship se po necelých třech minutách oddělí od boosteru a bude pokračovat a pomocí svých motorů se dostane na suborbitální dráhu s nejvyšším bodem do 235 km nad Zemí, aby poté bez nutnosti provést další zážeh svých motorů vstoupila do atmosféry, otestovala svůj nový typ tepelného štít a poté řízeně zbrzdila blízko hladiny Indického oceánu západně od Austrálie a následně se na ni položila. 
Odlišný úkol – oproti předchozím letům – však čeká na booster. Ten se po oddělení kosmické lodi Starship vydá na zpáteční cestu směrem ke startovní rampě, provede brzdicí zážeh a pomalým vertikálním i horizontálním pohybem se přiblíží k věži OLT, kde ho zachytí z obou stran hydraulická ramena. K takovému postupu musí dát letový ředitel aktivní příkaz nejpozději během přistávacího zážehu, pokud posoudí, že všechny systémy jsou v pořádku a pokus o zachycení je možné provést. V opačném případě pak booster zbrzdění provede nad hladinou Mexického zálivu a ponoří se do ní.
Viceprezident SpaceX pro konstrukci a spolehlivost letů Bill Gerstenmaier oznámil 9. října 2024 ve své prezentaci na zasedání Výboru pro biologické a fyzikální vědy ve vesmíru Národní akademie, že je optimistou, pokud jde o možnost úspěšného zachycení rakety u startovací věže a dodal, že při předchozím letu se brzdící booster nad oceánem dostal na stanovené místo s přesností na půl centimetru.

### Průběh letu
Starship S30 s boosterem B12 nakonec oproti oznámenému času odletěly o 25 minut později, ale stále před koncem půlhodinového startovního okna. Kosmická loď bez problémů spustila své motory, odlepila se od rampy a o 160 sekund později se řádně oddělila od prvního stupně. Poté letěla po stanovené trajektorii včetně samovolného vstupu do atmosféry, tedy bez aktivního motorického brzdicího manévru. Přistála po 65 minutách a 40 sekundách letu do Indického oceánu v oblasti mezi severozápadním pobřežím Austrálie a indonéským ostrovem Jáva. Po dosednutí do vody ve svislé poloze se položila na bok a krátce poté z dosud nevysvětlených příčin explodovala.
Podle telemetrie SpaceX loď během letu dosáhla rychlosti přes 26 tisíc kilometrů za hodinu a nejvýše – 212 km nad Zemí – se nacházela ve 24. minutě letu.
Mnohem větší pozornost se však při tomto letu soustředila na první pokus o zachycení boosteru vracejícího se z mise k startovní věži OLT pomocí manipulačních ramen. Průběh prvních minut mise umožnil řediteli letu povolit provedení pokusu, který první stupeň B12 provedl přesně podle předem zveřejněných vizualizací a videí. Ramena booster sevřela 6 minut a 57 sekund od okamžiku vzletu a záhy ho posadila na startovní rampu OLM. Z ní byl 15. října po odčerpání zbytků pohoných látek z  nádrží a odstranění autodestrukčního systému sejmut a odvezen do montážní haly Mega Bay 1 k poletovým inspekcím. A 28. října byl vyvezen nodstavnou plochu blízko montážních hal, nazývanou „Rocket Garden” (Raketová zahrada).

### Reakce
Elon Musk, zakladatel a vlastník společnosti SpaceX, označil výsledek letu za velký krok k přeměně života na multiplanetární.
Šéf NASA Bill Nelson společnosti SpaceX pogratuloval a dodal: „Pokračující testování nás připraví na odvážné mise, které nás čekají – včetně oblasti jižního pólu Měsíce a poté na Mars.” Připomněl tak, že NASA svěřila SpaceX vedle dopravy lidí a nákladů na Mezinárodní vesmírnou stanici také vývoj přistávací lodi pro měsíční program Artemis, kterou se má do budoucna stát právě kosmická loď Starship.
Musk o den později oznámil, že kontrola boosteru po jeho usazení zpět do startovací lavice OLM odhalila jen několik trysek zdeformovaných vlivem přehřátí a několik dalších problémů, které je snadné vyřešit. Připomněl také, že Starship je navržena tak, aby bylo možné uskutečnit opětovného vzlet do hodiny po předchozím startu. Booster se z předchozí mise vrátí za zhruba pět minut, takže zbytek času by připadal na doplnění pohonných hmot a umístění kosmické lodi Starship na vršek stojícího boosteru.
Dva týdny po letu unikl na veřejnost záznam, na kterém neznámá osoba Elonu Muskovi vysvětluje, že nosič Super Heavy byl při zachycení rameny věže OLT jen jedinou sekundu od okamžiku, kdy by automatické systémy přerušily pokus a navedly booster k přistání na zemský povrch v okolí rampy. Důvodem byla nesprávná konfigurace jednoho parametru způsobila, že se rotační tlak, předpokládaný v motorech Raptor boosteru, nezvýšil podle očekávání. Zachycení však bylo dokončeno o sekundu dříve, než by systém kvůli tomuto nesouladu pokus o zachycení ukončil.
SpaceX v lednu 2025 před plánovaným sedmým letem sestavy Starship oznámila, že na Booster 14, který po let připravila, je namontován jeden z motorů, které absolvovaly pátý let jako součást Boosteru 12: